# 국도 제39호선 (이란)
국도 제39호선(Road 39, 페르시아어: جاده 39)은 후제스탄주 안디메슈크와 아바단까지 이어주는 총 연장 284 km인 이란의 일반 국도이다. 주요 경유지는 슈슈타르, 아바즈, 데즈풀 등이 있다. 다만 고속도로로 연결 가능한 곳은 안디메슈크가 유일하다.